# Rosmerta

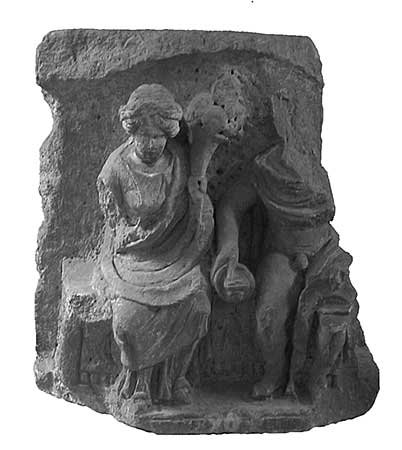
Reliëf van Rosmerta en Mercurius

Rosmerta was in de Keltische mythologie een godin van de vruchtbaarheid en de overvloed. Haar attributen waren de hoorn des overvloeds en de geldbuidel. In de Gallo-Romeinse periode werd ze gelijkgesteld met de Romeinse godin Maia en meestal verbonden met Mercurius. Rosmerta was een lokale godin, die voornamelijk werd vereerd in Lotharingen en het Rijnland. Het personage Madame Rosmerta uit de Harry Potter-reeks is gebaseerd op deze godin.
Rosmerta is voornamelijk bekend van een reliëf uit Augustodunum (Autun), waarop ze samen met Mercurius staat afgebeeld, en van inscripties uit Soulosse-sous-Saint-Élophe, Metz en Morelmaison (Lotharingen), waarin ze samen met Mercurius genoemd wordt.